# Могильне (озеро)
Озеро Могильне (рос. Могильное озеро) — озеро на острові Кільдін, розташованому неподалік від Кольського півострова, Мурманської області. Його максимальна глибина — 16-17 метрів, площа — близько 100 000 м², максимальна довжина озера 562 метри, максимальна ширина — 275 м. Від Баренцевого моря озеро відділене природною дамбою, що складається з гальки, гравію, піску і валунів. Утворилася ця перемичка в IX—XI ст. до н. е., а вік сучасного озера дорівнює приблизно 1000 років. Ширина дамби-перемички не перевищує 70 метрів, а її висота трохи менше 6 метрів. Дамба водопроникна — через неї в озеро надходить солона вода з моря, але як не дивно — рівень води в озері на 30-45 см вище, ніж в морі.
Але надходить у Могильне і прісна вода — опади, талі і ґрунтові води. Здавалося б, при такому розкладі озеро повинно бути слабосоленим, непридатним для життя ні морських видів, ні прісноводних. Але все не так просто. Солона і прісна вода в ньому не змішуються, а знаходяться у певній рівновазі. Є в озері ще два шари, які відокремлені один від одного.
Кілька придонних метрів озера — не вода, а мул. Гниюча органіка настільки багата сірководнем, що в ній не живе тільки декілька видів бактерій. Наступний шар утворений сіркобактеріями. Вони активно поглинають сірководень і не дають поширитися смертоносному газу у всій товщі води. Бактерії (їх там не менше трьох видів) забарвлені. Тому шар, утворений ними, має ніжний рожевий відтінок. Над рожевим шаром — морська вода. У ній мешкають, природно, морські організми, в основному, це полярні медузи, морські зірки і рачки, а також різновид морської тріски, яка розвинулася в цих дивовижних умовах і відрізняється від своїх родичів, що живуть в «нормальному» середовищі. Найвищий шар товщиною близько 5 метрів — прісний. Вода в ньому прозоро-зелена. Тут живе 13 видів прісноводних коловерток, 21 вид рачків і деякі інші дрібні тварини.
Реліктове озеро відоме ще з XVI століття, а активно вивчати його почали в 1804 році. Але до цих пір багато загадок Могильного не піддаються вирішенню. Зараз озеро вважається пам'ятником природи федерального значення, але фахівці з WWF б'ють на сполох — в Могильне досі скидаються промислові відходи, охоронних заходів не проводиться, на берегах озера процвітає браконьєрство.